# Maria Dahvana Headley
Maria Dahvana Headley (21 de junho de 1977) é uma romancista, memorista, editora, tradutora, poetisa e dramaturga norte-americana.
Escreveu as obras Magonia, um romance de fantasia espacial para jovens adultos, Queen of Kings, um romance de fantasia de história alternativa inspirado em Cleópatra, e The Mere Wife, uma releitura de Beowulf. O seu conto "Give Her Honey When You Hear Her Scream", publicado originalmente na revista Lightspeed em julho de 2012, foi nomeado ao prêmio Nebula na categoria de Melhor Conto, e o conto "The Traditional" foi finalista do Prêmio Shirley Jackson de 2013. Venceu o Prêmio de Tradução Harold Morton Landon da Academy of American Poets e o Prêmio Hugo de Melhor Trabalho Relacionado pela sua tradução de Beowulf, ambos em 2021.

## Biografia

### Origens e Educação
Maria Dahvana Headley nasceu a 21 de junho de 1977, em Estacada, Oregon, Estados Unidos da América. Após se formar na Vallivue High School em Caldwell, Idaho, frequentou a Universidade de Nova Iorque, onde estudou escrita dramática no Tisch School of the Arts Dramatic Writing Program.

### Carreira

#### The Year of Yes
Em 2006, publicou o seu livro de memórias, The Year of Yes, pela editora HarperCollins, um relato do ano em que a escritou passou a dizer «sim» a encontros com qualquer um que a convidasse para sair. O título foi escolhido para uma adaptação cinematográfica pela Paramount Pictures e pela Jinks/Cohen Company (produtores dos filmes Beleza Americana e Big FIsh, entre outros). A obra foi uma das finalistas do prêmio The Books for a Better Life de 2006.

#### Queen of Kings
Em 2010, E. P. Dutton comprou o romance de estreia de Headley, Queen of Kings, que explora "os poderes transcendentes do amor, mesmo além da morte, entrelaçando a história real de Marco António e Cleópatra e a invasão de Alexandria por Roma com uma narrativa na qual a Rainha do Egito sacrifica a sua alma para salvar o seu marido caído e, em troca, é transformada em uma deusa imortal determinada a destruir o Império Romano". Foi comprado como parte de um acordo de trilogia.

#### Magonia
Em 2014, HarperCollins adquiriu o romance para jovens adultos Magonia. A obra, que retrata a história de uma jovem de 16 anos, com uma misteriosa doença respiratória, ambientada numa nave aérea no reino histórico de Magonia, foi publicada em abril de 2015 e nomeado um dos melhores livros da Publishers Weekly de 2015. Foi um best-seller pelo New York Times para jovens adultos em 2015. A sua sequela, Aerie, foi publicada em 2016.

#### The Mere Wife
Em outubro de 2015, o editor da Farrar, Straus and Giroux, Sean McDonald, adquiriu a obra The Mere Wife em leilão, descrevendo-o como "uma adaptação literária feroz, sexy e politicamente atual de Beowulf ambientada na Nova York atual". The Mere Wife foi nomeado para o World Fantasy Award de 2019 de Melhor Romance.

#### Beowulf: Uma Nova Tradução
Publicada em agosto de 2020, a tradução de Beowulf de Maria Dahvana Headley foi notada pelo uso de linguagem contemporânea, invocando o clima de lenda urbana e por humanizar personagens menores ou vilões, incluindo a mãe de Grendel. A tradução recebeu o Prêmio de Tradução Harold Morton Landon de 2021 da Academia de Poetas Americanos e o Prêmio Hugo de 2021 de Melhor Trabalho Relacionado.

#### Outras obras
Em 2012, publicou o conto "Give Her Honey When You Hear Her Scream", pela revista Lightspeed, assim como a novela Game, pela Subterranean Press, sendo posteriormente integrado na antologia The Year's Best Dark Fantasy and Horror 2013, editado por Paula Guran. Ainda em 2012, "Seeräuber", um conto sobre Jenny Haniver, foi publicado pela Subterranean Press.
Em 2013, publicou o conto "The Traditional" na revista Lightspeed e o conto "Bit-U-Men" em The Book of the Dead, uma antologia de histórias de ficção científica e fantasia "todas temáticas em torno do mais misterioso, versátil e, talvez, subestimado dos mortos-vivos: a múmia", publicada pela Jurassic London e pela Egypt Exploration Society. No mesmo ano, The Lowest Heaven, uma outra antologia de histórias de ficção científica dedicada ao sistema solar, publicada pela Jurassic London & The Royal Observatory Greenwich, publicou o conto "The Krakatoan". O mesmo conto foi simultaneamente publicado na revista Nightmare. O conto "Moveable Beast" foi publicado na antologia Unnatural Creatures em 2013, sendo ainda finalista do Prêmio Nebula na categoria de Melhor Conto. Está antologado em The Year's Best Science Fiction & Fantasy 2013, editado por Rich Horton.
Em 2014, publicou pela Subterranean Press a novela The End of the Sentence, co-escrita com Kat Howard, "um conto de fadas de fantasmas e culpa, horror literário misturado com os visuais de Jean Cocteau, execuções fracassadas, goblins metamorfos e ferraria mágica" Foi nomeado como um dos melhores livros de 2014 pela NPR.
As obras Drive Me e Last of the Breed, foram adaptadas e produzidas para o teatro no Boise Contemporary Theater em Boise, Idaho.
A história "Some Gods of El Paso" foi publicada em outubro de 2015.
O conto "Memoirs of an Imaginary Country", uma releitura de um conto perdido de Casanova, foi publicado na edição especial de ficção de 2017 da Boston Review, Global Dystopias, e publicado online em 2020.

### Trabalho editorial
A escritora é também coeditora, com Neil Gaiman, na antologia best-seller do New York Times Unnatural Creatures, que contem histórias de monstros com temática de história natural, por uma variedade de autores vivos e mortos, incluindo Samuel R. Delany, E. Nesbit, Diana Wynne Jones, Nalo Hopkinson, Headley e Gaiman.

### Prêmios e reconhecimento
Headley é vencedora do Prêmio World Fantasy de 2020 e foi finalista do prêmio Nebula de 2012 e do prêmio Shirley Jackson de 2013. Foi também bolsista da MacDowell Colony e participou da Bread Loaf Writers' Conference, do Sundance Playwright's Lab, do workshop New Visions/New Voices do Kennedy Center, do Brave New Works e do WordBridge Playwright's Lab. Foi autora de destaque no ABA Winter Institute, Bumbershoot, Wordstock e no Texas Book Festival.
Em 2017, foi nomeada ao World Fantasy Award em Short Fiction por "Little Widow".
O seu romance The Mere Wife foi nomeado ao World Fantasy Award de 2019 de Melhor Romance.
Beowulf: A New Translation recebeu o Prêmio de Tradução Harold Morton Landon de 2021 e o Prêmio Hugo de 2021 de Melhor Trabalho Relacionado.

## Vida pessoal
Headley viveu em Seattle durante anos, antes de regressar à sua cidade natal de Nova York. Foi casada com Robert Schenkkan  de 2004 a 2012.
Em 2018, durante um evento para o seu romance The Mere Wife, conheceu Will Badger, um dos fundadores da Tolkien Lecture on Fantasy Literature. Após uma palestra, mantiveram contato e acabaram por se envolver numa relação. O casal teve o filho Grimoire em 2019.
A autora descreve-se como queer e bissexual.